# São José do Rio Claro
São José do Rio Claro är en kommun i Brasilien.   Den ligger i delstaten Mato Grosso, i den centrala delen av landet, 1 000 km väster om huvudstaden Brasília. Antalet invånare är 17 128.
I omgivningarna runt São José do Rio Claro växer i huvudsak städsegrön lövskog. Runt São José do Rio Claro är det mycket glesbefolkat, med 2 invånare per kvadratkilometer.